# Jean-Baptiste Frener

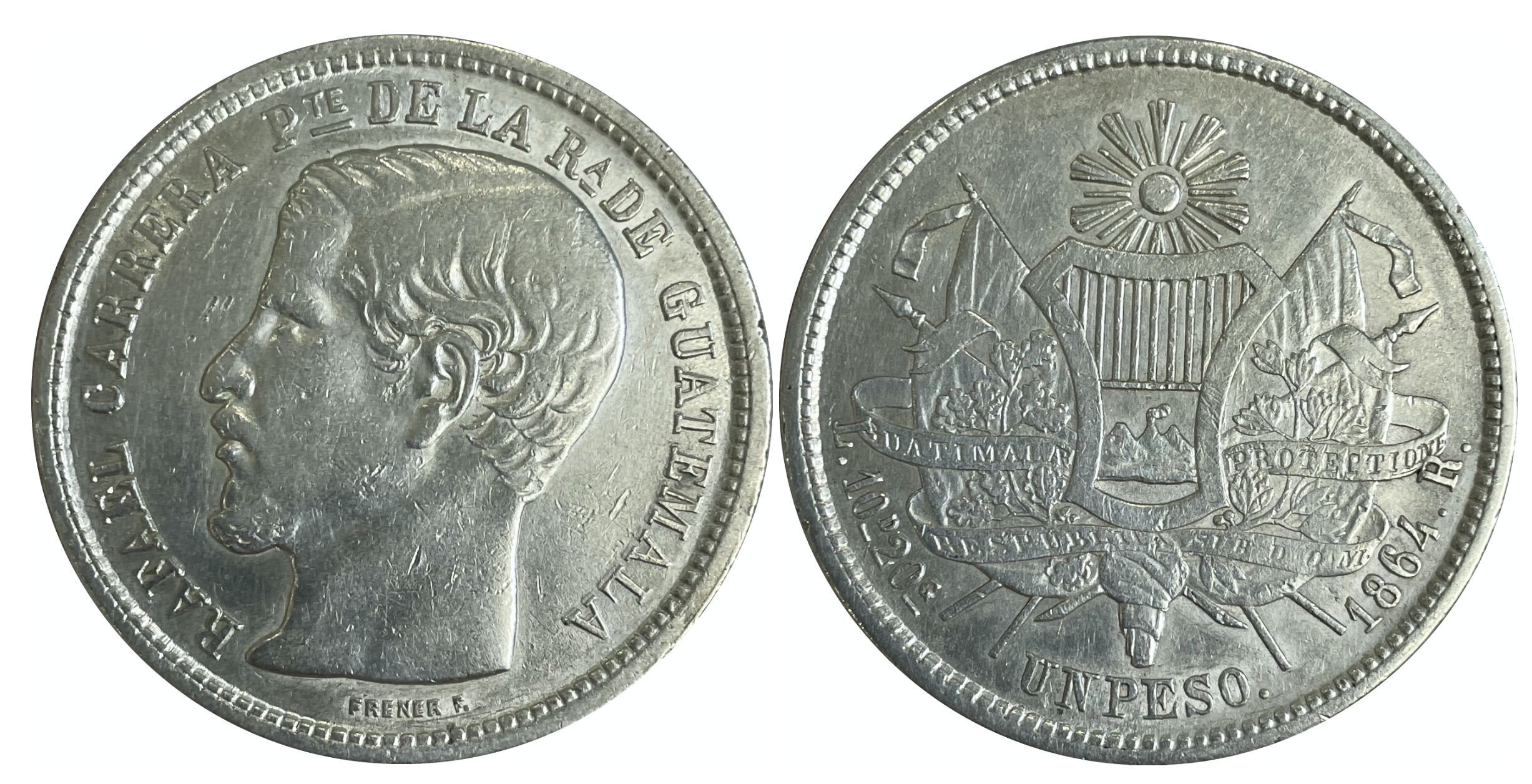
Pièce de 1 peso en argent de 1864 représentant le buste de Rafael Carrera, gravé par Frener.

L'emblème du Guatemala dessiné par Frener en 1871, dans sa version originale utilisée jusqu'en 1968.

Jean-Baptiste Frener, né le 10 décembre 1821 à Lucerne et mort le 30 avril 1892 dans la ville de Guatemala, est un médailleur et graveur suisse naturalisé guatémaltèque. Il a réalisé les monnaies des jeunes républiques du Guatemala et du Honduras, ainsi que l'emblème du Guatemala.

## Biographie
Fils de Josef Frener et de Maria Henseler, il est issu d'une vieille famille lucernoise et est le sixième d'une fratrie de huit enfants. Ses parents ne pouvant pas s'occuper de lui, il est élevé à l'orphelinat de la ville où il effectue également sa scolarité. Il montre très tôt des dispositions pour le dessin et est confié au professeur Franz Schlaft. Il fait rapidement des progrès en dessin et en modelage et alors qu'il est encore adolescent, il modèle les bustes des différents compositeurs et poètes de la façade du théâtre de Lucerne, sous la direction de son professeur. Peu après, il est chargé de la réalisation du monument funéraire du conseiller d'État Alois Singer dans l'Église Saint-Léger de Lucerne.
Afin de poursuivre sa formation dans sa discipline, il reçoit des bourses du gouvernement lucernois qui lui permettent de fréquenter dans un premier temps l'Académie nouvellement créée à Vienne. Muni de certificats d'aptitude fraîchement acquis, il s'installe à Paris au printemps 1844 et trouve du travail dans l'atelier d'Antoine Bovy, dont il devient l'élève. Celui-ci lui délivre de nouveaux certificats et, fort de ces recommandations, il entre à l'Académie des beaux-arts (alors Académie royale) en tant qu'élève à la fin de l'année 1844. En octobre 1845, ayant terminé sa formation, il quitte Paris en tant que maître dans son domaine.
Après un passage par Rome, il s'installe à Florence en 1845, où il épouse une femme du nom d'Adelheid Comucci. C'est à cette période qu'il fait la rencontre du compositeur Giuseppe Verdi dont il réalise une médaille à l'effigie. Sa femme meurt en 1849 et Frener quitte Florence pour Munich où il ne reste que quelques semaines avant de retourner à Lucerne, sa ville natale.
Au début de l'année 1850, il y ouvre un petit atelier et grave la médaille du Lion de Lucerne ainsi qu'une médaille en l'honneur du roi Maximilien II de Bavière pour laquelle il reçoit un prix.
La même année il décide d'étendre son activité et fait une demande au gouvernement pour pouvoir exploiter l'hôtel des monnaies qui n'était plus utilisé, afin d'y installer une usine destinée à la fabrication de divers objets tels que des boutons ou des fournitures militaires, ainsi que pour la frappe de pièces commémoratives. Sa demande est rejetée. Il se présente également devant le Conseil fédéral pour une place de graveur de monnaie à Berne, ça aussi sans succès. En 1852, il est commissionné par la Société suisse des carabiniers pour dessiner le thaler et le timbre de la fête fédérale de tir qui devait avoir lieu l'année suivante,.
À cette époque, le gouvernement du Guatemala (alors République fédérale d'Amérique centrale) cherchait un graveur ayant l'habitude de travailler avec les pièces de monnaies. Frener leur est recommandé et ils entament des négociations qui aboutissent à la signature d'un contrat l'engageant pour une durée de 10 ans. Après avoir supervisé la fabrication des machines nécessaires à la frappe de la monnaie, il quitte Lucerne fin 1854 pour rejoindre son nouveau poste dans la ville de Guatemala. Il est d'abord graveur de poinçons et, en 1870, il devient directeur de l'Hôtel des Monnaies du Guatemala, poste qu'il conserva jusqu'à sa mort le 30 avril 1892.
On raconte que quelques jours après le triomphe de la révolution libérale de 1871, lors d'un banquet offert au général Justo Rufino Barrios, Frener aurait décoré la salle de réception en y plaçant une feuille de papier pliée et un quetzal. Cette décoration intéressa le général Barrios, qui proposa au général Miguel García Granados de lui confier le dessin des armoiries nationales, afin qu'il y intègre les éléments de cette décoration.